# Szent Ludmilla
Szent Ludmilla (Mělník, 860 körül – Tetín, 921. szeptember 15.) vértanú, Csehország fejedelemnéje, az özvegyek, a hercegnők és az áttérők védőszentje.

## Élete
Szlavibor pogány szláv herceg lányaként született, férje Borivoj, az első katolikus cseh herceg volt, akivel együtt keresztelte meg őket Szent Metód valószínűleg 871-ben. Pogány fanatikusok elűzték őket az országból, de hamarosan visszatértek és további hét évig uralkodott Borivoj, amikor a hatalmat átadta fiuknak, Spytihněvvnek, és feleségével Tetínbe vonult vissza. Spytihněv halála után testvére Vratiszláv vette át a hatalmat. Vratiszláv felesége Drahomíra külsőségekben követte ugyan a katolikus hitet, de titokban továbbra is a pogány tanokat vallotta. Vratiszláv 921-ben bekövetkezett halálakor idősebbik ikerfia, az akkor még nagyon fiatal Szent Vencel lépett örökébe. Drahomíra irigy volt gyermeke nagyanyjára, az ekkor már régóta özvegy Ludmillára, aki buzgó katolikusként gondoskodott az ifjú Vencel megfelelő neveléséről. Drahomíra megbízott két nemest, hogy menjenek Tetínbe, és gyilkolják meg az ifjú herceget katolikus hitre nevelő, befolyásos Ludmillát. A legenda szerint Ludmillát a megbízott orgyilkosok saját fátylával fojtották meg imádkozás közben.
Először Tetínben temették el Ludmillát, majd a 11. században átszállították földi maradványait a prágai Szent György-templomba.

## Tisztelete

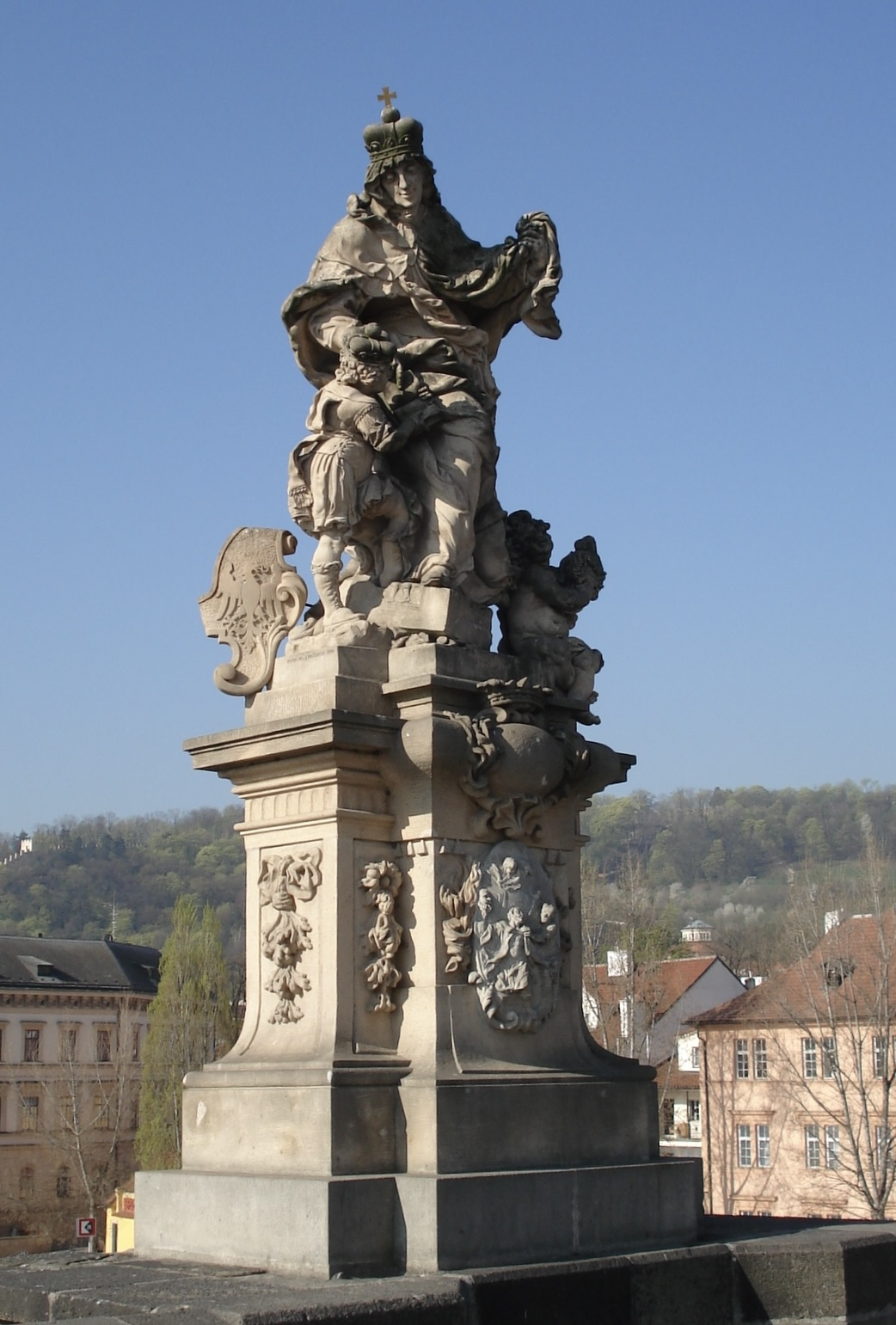
Szent Ludmilla az ifjú Vencellel a Károly-híd egyik szobrán

Csehország egyik védőszentjeként tisztelik. Ünnepnapját szeptember 16-án tartják.